# Primavera di Praga (festival)
Il festival musicale internazionale Primavera di Praga (in ceco Pražské jaro) è una rassegna annuale di esecutori di fama mondiale, di orchestre sinfoniche e orchestre da camera. Il festival si svolge a Praga ogni anno dal 12 maggio (anniversario della morte di Bedřich Smetana) al 4 giugno. Fin dal suo inizio costituisce una rassegna della cultura musicale mondiale e delle sue ultime tendenze. Ogni anno il festival presenta composizioni di autori importanti per i quali ricorre un anniversario. Ai concerti sono invitati artisti e orchestre di altissima qualità. In programma ci sono oltre alla musica classica anche alcuni concerti di musica jazz.

## Storia
La prima edizione si svolse nel 1946 sotto gli auspici del presidente cecoslovacco Edvard Beneš, in occasione del 50º anniversario dell'Orchestra Filarmonica Ceca. Il comitato organizzatore era composto da personaggi di spicco della musica ceca. Dal 1952 il festival è inaugurato dal ciclo di poemi sinfonici di Bedřich Smetana La mia patria e concluso dalla Sinfonia n. 9 di Ludwig van Beethoven (Inno alla gioia).
A partire dalla seconda edizione del festival, si svolge ogni anno un concorso per interpreti di vari strumenti prima dell'inizio del programma del festival vero e proprio.
Dal 2013 la Primavera di Praga organizza regolarmente un festival pianistico autunnale dedicato a Rudolf Firkušný.

## Personalità al festival
Si sono esibiti al festival, tra gli altri: Karel Ančerl, Leonard Bernstein, Adrian Boult, John Eliot Gardiner, Rudolf Firkušný, Jaroslav Krombholc, Rafael Kubelík, Moura Lympany, Evgeny Mravinsky, Charles Münch, Ginette Neveu, Jarmila Novotná, Lev Oborin, David Oistrakh, Václav Hudeček, Jan Panenka, Pavel Štěpán, Aleš Bárta, Anne-Sophie Mutter, Nigel Kennedy.
Al festival partecipano orchestre ceche e straniere, tra le quali la Filarmonica di Berlino, gli English Baroque Soloists, l'Orchestra Filarmonica Ceca, i Musica Florea, i Barocco sempre Giovane, Il Giardino Armonico.